# Anthophora canescens
Anthophora canescens är en biart som beskrevs av Gaspard Auguste Brullé 1832. Anthophora canescens ingår i släktet pälsbin, och familjen långtungebin. Inga underarter finns listade i Catalogue of Life.